# Aire urbaine de Tournon-sur-Rhône
L'aire urbaine de Tournon-sur-Rhône est une aire urbaine française centrée sur l'unité urbaine de Tournon-sur-Rhône. Composée de 11 communes de l'Ardèche et de la Drôme, elle comptait 32 133 habitants en 2013.

## Composition selon la délimitation de 2010
| Nom                       | Code Insee | Statut           | Superficie (km2) | Population (dernière pop. légale) | Densité (hab./km2) |
| ------------------------- | ---------- | ---------------- | ---------------- | --------------------------------- | ------------------ |
| Crozes-Hermitage          | 26110      |                  | 5,48             | 653 (2022)                        | 119                |
| Lemps                     | 07140      |                  | 12,18            | 798 (2022)                        | 66                 |
| Mauves                    | 07152      |                  | 7,05             | 1 192 (2022)                      | 169                |
| Mercurol-Veaunes          | 26179      | commune nouvelle | 25,01            | 2 828 (2022)                      | 113                |
| Pont-de-l'Isère           | 26250      |                  | 10,09            | 3 683 (2022)                      | 365                |
| La Roche-de-Glun          | 26271      |                  | 12,79            | 3 579 (2022)                      | 280                |
| Saint-Barthélemy-le-Plain | 07217      |                  | 19,08            | 859 (2022)                        | 45                 |
| Saint-Jean-de-Muzols      | 07245      |                  | 10,68            | 2 499 (2022)                      | 234                |
| Tain-l'Hermitage          | 26347      |                  | 4,85             | 5 890 (2022)                      | 1 214              |
| Tournon-sur-Rhône         | 07324      |                  | 21,01            | 11 302 (2022)                     | 538                |
| Vion                      | 07345      |                  | 6,21             | 932 (2022)                        | 150                |

### Évolution de la composition
- 1999 : 4 communes (dont 3 forment le pôle urbain)
- 2010 : 12 communes (dont 9 forment le pôle urbain)
  - Ajout de Crozes-Hermitage, Mauves, Mercurol, Pont-de-l'Isère, La Roche-de-Glun et Veaunes au pôle urbain et de Saint-Barthélemy-le-Plain et Vion à sa couronne (+6)
- 2016 : 11 communes (dont 8 forment le pôle urbain)
  - Mercurol et Veaunes fusionnent pour former Mercurol-Veaunes (-1)

## Caractéristiques en 1999
D'après la définition qu'en donne l'INSEE, l'aire urbaine de Tournon-sur-Rhône est composée de 4 communes, situées dans l'Ardèche et la Drôme. Ses 18 415 habitants font d'elle la 271e aire urbaine de France.
3 communes de l'aire urbaine sont des pôles urbains.
Le tableau suivant détaille la répartition de l'aire urbaine sur les départements (les pourcentages s'entendent en proportion du département) :
| Département | Communes | Communes (%) | Superficie (km²) | Superficie (%) | Population (1999) | Population (%) |
| ----------- | -------- | ------------ | ---------------- | -------------- | ----------------- | -------------- |
| Ardèche     | 3        | 0,9          | 43,87            | 0,8            | 12 912            | 4,5            |
| Drôme       | 1        | 0,3          | 4,85             | 0,1            | 5 503             | 1,3            |